# Рокочий, Алексей Алексеевич (1985)
Алексей Алексеевич Рокочий (укр. Олексій Олексійович Рокочий; род. 1985) — украинский спортсмен-тяжелоатлет и тренер (пауэрлифтинг); Мастер спорта Украины международного класса, Заслуженный мастер спорта Украины (2008).

## Биография
Родился 11 мая 1985 года (по другим данным в 1981 году) в городе Красный Лиман (ныне — Лиман) Донецкой области Украинской ССР в семье Алексея Алексеевича и Любови Александровны Рокочих.
Заниматься тяжёлой атлетикой начал под руководством Виктора Щепотько. Затем тренировался у своего отца — Алексея и его брата — Евгения. Также некоторое время тренировался у Ивана Збандута.
В 2002 году окончил Харьковскую государственную академию физической культуры. Продолжая карьеру спортсмена, с 2009 года Алексей Рокочий работает тренером-преподавателем по пауэрлифтингу в детско-юношеской спортивной школе города Лиман.

## Спортивные достижения
За карьеру спортсмена установил два рекорда Европы среди взрослых, два рекорда мира и Европы среди юниоров и более 30 рекордов Украины среди взрослых.
- Бронзовый призёр Чемпионата Европы среди юниоров 1998 года.
- Чемпион мира 1999 года по пауэрлифтингу среди юниоров.
- Чемпион мира 2001 года по пауэрлифтингу среди юниоров.
- Чемпион мира 2002 года и серебряный призёр чемпионата Европы среди юниоров 2002 года.
- Чемпион Европы по пауэрлифтингу 2003 среди юниоров.
- Чемпион мира 2008 года.
- В мае 2012 года в Мариуполе на чемпионате Европы получил три золотые медали — в приседании (405 кг), становой тяге (362,5 кг) и сумме троеборья (1042,5 кг).
- Чемпион мира 2013 года.
- Серебряный призёр чемпионата мира 2014 года.
- Чемпион Европы 2016 року и бронзовый призёр чемпионата мира 2016 года.
- Победитель X Всемирных игр 2017 года.[4]